# Le Buttereau
Le Buttereau est un ancien village canadien, situé au nord de Chéticamp, dans le comté d'Inverness en Nouvelle-Écosse.

## Géographie
Il est situé dans le parc national des Hautes-Terres-du-Cap-Breton et est accessible par le chemin du Buttereau, un sentier de 5 kilomètres de long partant de la piste Cabot.

## Histoire
Le Buttereau fut fondé par les Acadiens et ses ruines sont encore visibles. En 1861, la troisième église de Chéticamp fut construite par l'Abbé Chisolm et consacré à  Saint-Pierre et Saint-Paul. En 1892, celle-ci fut démolie. Une église fut construite au bord du havre de Chéticamp.